# Xot de bigotis
El xot de bigotis (Megascops trichopsis) és una espècie d'ocell de la família dels estrígids (Strigidae). Habita els boscos subtropicals des de les muntanyes occidentals de Mèxic i zona limítrofa del sud-est d'Arizona, cap al sud, a través d'Amèrica Central fins al nord de Nicaragua. El seu estat de conservació es considera de risc mínim.